# Mit meinen heißen Tränen
Mit meinen heißen Tränen ist ein dreiteiliger österreichischer Fernsehfilm über das Leben des Komponisten Franz Schubert. Der erste Teil wurde am 31. Oktober 1986 im ORF-Fernsehen erstmals ausgestrahlt. Der Titel des Films ist ein Zitat aus Erstarrung, dem vierten Lied von Schuberts Liederzyklus Winterreise.

## Handlung
In drei Teilen („Der Wanderer“, „Im Reich des Gartens“, „Winterreise“) wird in atmosphärisch dichten Bildern das Leben von Franz Schubert erzählt. Im ersten Teil, der im Sommer 1823 spielt, wird Schubert als Syphiliskranker, umgeben von Invaliden aus den „Franzosenkriegen“, dargestellt. Der zweite Teil schildert eine „Landpartie“ durch den Wienerwald im Herbst 1827, auf dem Weg zu einem Fest in einem Schloss. In diesem Teil sind auch der Maler Moritz von Schwind und der junge Komponist Johann Strauss zu sehen. Der dritte Teil schildert die letzten Tage im Leben Franz Schuberts im Herbst 1828. Dieser ist bildlich als „Kammerspiel“ angelegt und spielt ausschließlich in der Wohnung Schuberts.

## Wissenswertes
- Die gekürzte Kinofassung ist 2006 unter dem Namen „Notturno“ als DVD in der Reihe Der österreichische Film erschienen.[1]

## Kritiken
„Nicht eine Biographie soll hier geboten werden, sondern ein Bild des unglücklichen Menschen Franz Schubert und eine Zurechtrückung des falschen Begriffs eines gemütlichen Biedermeier.“

„Mangels spektakulärer Ereignisse im Leben des Komponisten konzentriert sich die hervorragend fotografierte und gespielte Biografie in quälend langen Einstellungen auf seine Krankheit, ohne wesentliches über Schubert und sein Werk auszusagen.“

## Auszeichnungen
- 1987: Adolf-Grimme-Preis mit Gold für Fritz Lehner, Gernot Roll und Udo Samel
- 1988: Deutscher Kamerapreis für Gernot Roll